# Interlands Bahamaans voetbalelftal 2010-2019
Deze pagina toont een chronologisch en gedetailleerd overzicht van de interlands die het Bahamaans voetbalelftal speelt en heeft gespeeld in de periode 2010 – 2019.

## 2011
|                                                                            |                          |                                                                               |          |                                                                                            |
| 2 juli Kwalificatie WK 2014 Eerste ronde № 36 «onderlinge duels» 17:00 uur | Turks- en Caicoseilanden | 0 – 4                                                                         | Bahama's | TCIFA National Academy, Providenciales Toeschouwers: 1.021 Scheidsrechter: Hugo Cruz (CRC) |
| 2 juli Kwalificatie WK 2014 Eerste ronde № 36 «onderlinge duels» 17:00 uur |                          | 32' Nesley Jean 36' (pen.) Cameron Hepple 61' Nesley Jean 90+2' Jackner Louis |          | TCIFA National Academy, Providenciales Toeschouwers: 1.021 Scheidsrechter: Hugo Cruz (CRC) |

|                                                                            | |       |                          |                                                                                                  |
| 9 juli Kwalificatie WK 2014 Eerste ronde № 37 «onderlinge duels» 16:00 uur | Bahama's | 6 – 0 | Turks- en Caicoseilanden | Roscow A. L. Davies Soccer Field, Nassau Toeschouwers: 1.600 Scheidsrechter: Javier Santos (PUR) |
| 9 juli Kwalificatie WK 2014 Eerste ronde № 37 «onderlinge duels» 16:00 uur | Woody Gibson 4' (e.d.) Lesly St. Fleur 17' Lesly St. Fleur 64' Lesly St. Fleur 73' Lesly St. Fleur 84' Lesly St. Fleur 90' |       |                          | Roscow A. L. Davies Soccer Field, Nassau Toeschouwers: 1.600 Scheidsrechter: Javier Santos (PUR) |

## 2015
|                                                                              |          |                                                                                              |         |                                                                                              |
| 25 maart Kwalificatie WK 2018 Eerste ronde № 38 «onderlinge duels» 19:30 uur | Bahama's | 0 – 5                                                                                        | Bermuda | Thomas Robinson Stadium, Nassau Toeschouwers: 3.500 Scheidsrechter: Armando Villarreal (USA) |
| 25 maart Kwalificatie WK 2018 Eerste ronde № 38 «onderlinge duels» 19:30 uur |          | 4' Dante Leverock 14' (pen.) Nahki Wells 29' Zeiko Lewis 57' Justin Donawa 70' Justin Donawa |         | Thomas Robinson Stadium, Nassau Toeschouwers: 3.500 Scheidsrechter: Armando Villarreal (USA) |

|                                                                              |                                                    |       |          |                                                                                      |
| 29 maart Kwalificatie WK 2018 Eerste ronde № 39 «onderlinge duels» 15:00 uur | Bermuda                                            | 3 – 0 | Bahama's | National Stadium, Hamilton Toeschouwers: 4.370 Scheidsrechter: Ricardo Montero (CRC) |
| 29 maart Kwalificatie WK 2018 Eerste ronde № 39 «onderlinge duels» 15:00 uur | Nahki Wells 79' Tyrell Burgess 81' Nahki Wells 87' |       |          | National Stadium, Hamilton Toeschouwers: 4.370 Scheidsrechter: Ricardo Montero (CRC) |

BFA · A-internationals · Bondscoaches · Statistieken · Bahamaans vrouwenelftal
1970 – 1979 ·
1980 – 1989 ·
1990 – 1999 ·
2000 – 2009 ·
2010 – 2019 ·
2020 − 2029
1970 · 
1971 · 
1972 · 
1973 · 
1974 · 
1975 · 
1976 · 
1977 · 
1978 · 
1979 · 
1980 · 
1981 · 
1982 · 
1983 · 
1984 · 
1985 · 
1986 · 
1987 · 
1988 · 
1989 · 
1990 · 
1991 · 
1992 · 
1993 · 
1994 · 
1995 · 
1996 · 
1997 · 
1998 · 
1999 · 
2000 · 
2001 · 
2002 · 
2003 · 
2004 · 
2005 · 
2006 · 
2007 · 
2008 · 
2009 · 
2010 · 
2011 · 
2012 · 
2013 ·
2014 · 
2015 ·
2016 ·
2017
2018 ·
2019 ·
2020 ·
2021 ·
2022 ·
2023 ·
2024
Amerikaanse Maagdeneilanden ·
Anguilla ·
Antigua en Barbuda ·
Barbados ·
Belize ·
Bermuda ·
Bonaire ·
Britse Maagdeneilanden ·
Cuba ·
Dominica ·
Dominicaanse Republiek ·
Guyana ·
Haïti ·
Jamaica ·
Kaaimaneilanden ·
Nederlandse Antillen ·
Nicaragua ·
Panama ·
Puerto Rico ·
Saint Kitts en Nevis ·
Saint Vincent en de Grenadines ·
Trinidad en Tobago ·
Turks- en Caicoseilanden ·
Venezuela
AFC-zone: Afghanistan · Australië · Bahrein · Bangladesh · Bhutan · Brunei · Cambodja · China · Chinees Taipei · Filipijnen · Guam · Hongkong · India · Indonesië · Iran · Irak · Japan · Jemen · Jordanië · Koeweit · Kirgizië · Laos · Libanon · Macau · Maleisië · Maldiven · Mongolië · Myanmar · Nepal · Noord-Korea · Oezbekistan · Oman · Oost-Timor · Pakistan · Palestina · Qatar · Saoedi-Arabië · Singapore · Sri Lanka · Syrië · Tadjikistan · Thailand · Turkmenistan · Verenigde Arabische Emiraten · Vietnam · Zuid-Korea

CAF-zone: Algerije · Angola · Benin · Botswana · Burkina Faso · Burundi · Centraal-Afrikaanse Republiek · Comoren · Congo-Brazzaville · Congo-Kinshasa · Djibouti · Egypte · Equatoriaal-Guinea · Eritrea · Ethiopië · Gabon · Gambia · Ghana · Guinee · Guinee-Bissau · Ivoorkust · Kaapverdië · Kameroen · Kenia · Lesotho · Liberia · Libië · Madagaskar · Malawi · Mali · Mauritanië · Mauritius · Marokko · Mozambique · Namibië · Niger · Nigeria · Oeganda · Rwanda · Sao Tomé en Principe · Senegal · Seychellen · Sierra Leone · Soedan · Somalië · Swaziland · Tanzania · Togo · Tsjaad · Tunesië · Zambia · Zimbabwe · Zuid-Afrika · Zuid-Soedan 

CONCACAF-zone: Amerikaanse Maagdeneilanden · Anguilla · Antigua en Barbuda · Aruba · Bahama's · Barbados · Belize · Bermuda · Britse Maagdeneilanden · Canada · Kaaimaneilanden · Costa Rica · Cuba · Curaçao · Dominica · Dominicaanse Republiek · El Salvador · Frans Guyana · Grenada · Guadeloupe · Guatemala · Guyana · Haïti · Honduras · Jamaica · Martinique · Mexico · Montserrat · 
Nicaragua · Panama · Puerto Rico · Saint Kitts en Nevis · Saint Lucia · Saint Vincent en de Grenadines · Sint Maarten · Suriname · Trinidad en Tobago · Turks- en Caicoseilanden · Verenigde Staten

CONMEBOL-zone: Argentinië · Bolivia · Brazilië · Chili · Colombia · Ecuador · Paraguay · Peru · Uruguay · Venezuela

OFC-zone: Amerikaans-Samoa · Cookeilanden · Fiji · Nieuw-Caledonië · Nieuw-Zeeland · Papoea-Nieuw-Guinea · Samoa · Salomoneilanden · Tahiti · Tonga · Vanuatu

UEFA-zone: Albanië · Andorra · Armenië · Azerbeidzjan · België · Bosnië en Herzegovina · Bulgarije · Cyprus · Denemarken · Duitsland · Engeland · Estland · Faeröer · Finland · Frankrijk · Georgië · Gibraltar · Griekenland · Hongarije · IJsland · Ierland · Israël · Italië · Kazachstan · Kosovo · Kroatië · Letland · Liechtenstein · Litouwen · Luxemburg · Macedonië · Malta · Moldavië · Montenegro · Nederland · Noord-Ierland · Noorwegen · Oekraïne · Oostenrijk · Polen · Portugal · Roemenië · Rusland · San Marino · Schotland · Servië · Slovenië · Slowakije · Spanje · Tsjechië · Turkije · Wales · Wit-Rusland · Zweden · Zwitserland